# Theo Jörgensmann
Pour les articles homonymes, voir Theo.
Theo Jörgensmann est un clarinettiste de jazz et compositeur allemand né à Bottrop en 29 septembre 1948.

## Biographie
Jörgensmann est un clarinettiste majeur de la scène européenne. Au début des années 1970, il commence à travailler en petites formations, et signe son premier disque en leader. En même temps, il apparaît dans toutes sortes de festivals en Allemagne.
Il se consacre à l'enseignement à l'université de Duisburg ainsi que celle de Witten-Herdecke.
Il a joué avec Barre Phillips, Bobo Stenson, Denis Colin, Kent Carter, Kenny Wheeler, Louis Sclavis, Karl Berger, Günter Sommer, Lee Konitz...
Après de nombreuses expériences avec Eckard Koltermann dans les années 1980 et 1990, Jörgensmann constitue son groupe Theo Jörgensmann Quartet en 1997, avec Christopher Dell, Christian Ramond et Klaus Kugel. Avec succès, il effectue plusieurs tournées aux États-Unis et au Canada. Depuis 2003, il travaille avec les frères polonais Marcin et Bartłomiej Oleś, et tous trois tournent dans les pays de l'Europe de l'est. Parallèlement, il commence à se produire et enregistrer en solo, tout en multipliant rencontres et expériences.
Depuis 2009, Jörgensmann joue avec le clarinettiste contrebasse Ernst Ulrich Deuker (en) dans le Deep Down Clarinet Duo. En collaboration avec le clarinettiste français Étienne Rolin, il joue dans le The Tribal Clarinet Trio.

## Extrait de sa discographie
- Axiomatic 473’ Exploration, with Alessandro Ciccarelli and Lorenzo Santoro (Plus Timbre, 2024)
- Clarinet Summit, Clarinet Summit, with Perry Robinson, Gianluigi Trovesi, Bernd Konrad, Annette Maye, Sebastian Gramss, Albrecht Maurer und Günter Sommer (2017)
- Contact 4tett Loud Enough To Rock The Kraut, (Konnex Records 2015)
- Theo Jörgensmann Bucksch (2014)
- Theo Jörgensmann/Albrecht Maurer Melencolia (2011)
- Bernd Köppen/Theo Jörgensmann The story of professor Unrat (2011)
- Rivière Composers Pool, Summer Works 2009  (Emanem, 2010; 3CD-Box) avec Kent Carter, Albrecht Maurer, Etienne Rolin.
- Trio Hot Jink: Albrecht Maurer, Peter Jacquemyn (2008)
- Oleś Jörgensmann Oleś Live in Poznań 2006 (2007)
- Oleś Jörgensmann Oleś Directions: Marcin Oleś, Bartłomiej Oleś (2005)
- Theo Jörgensmann Fellowship: Petras Vysniauskas, Charlie Mariano, Karl Berger, Kent Carter, Klaus Kugel (2005)

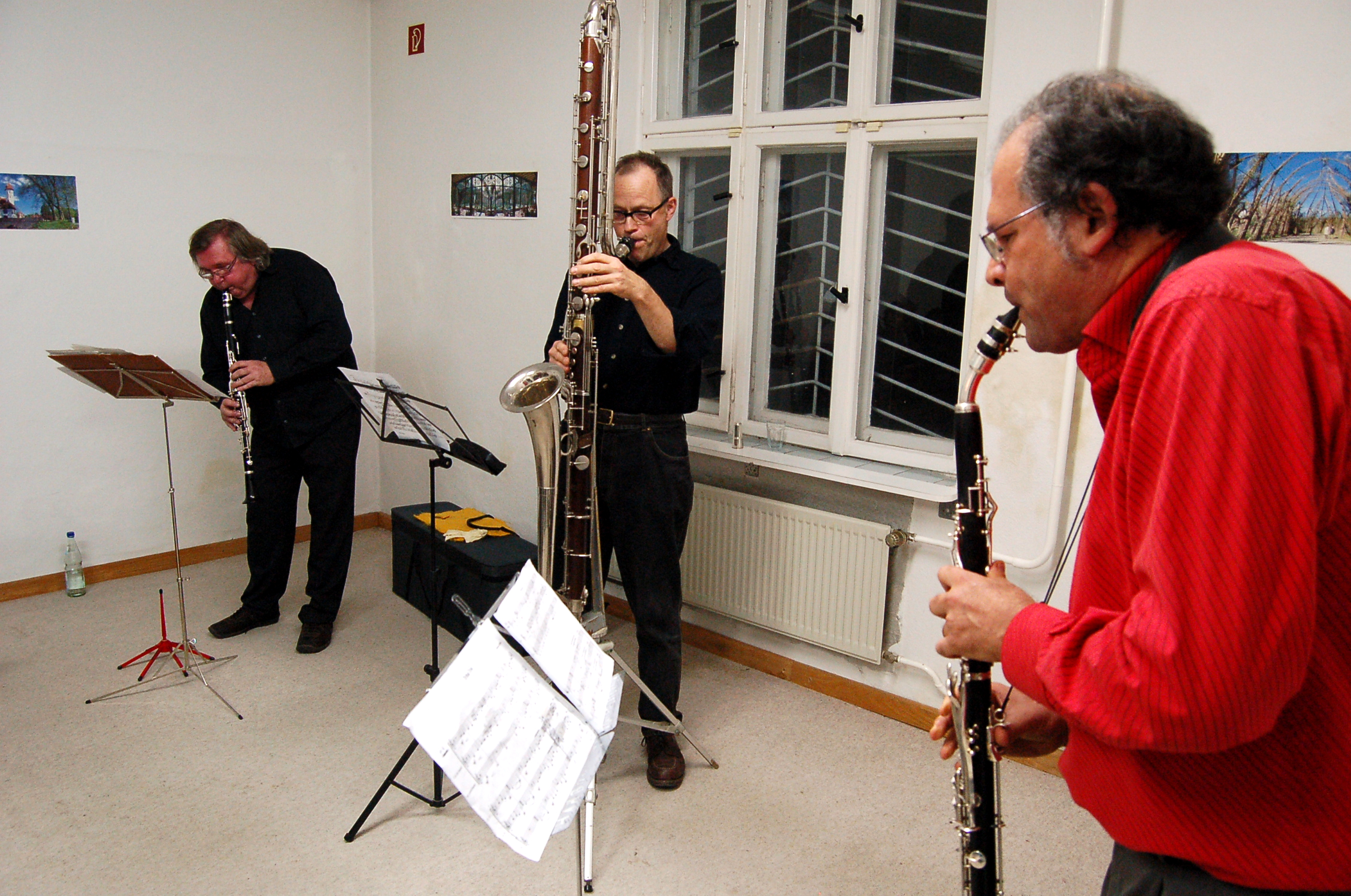
"The Tribal Clarinet Trio", Allemagne 2009

- Oleś Jörgensmann Oleś miniatures (2003)
- Theo Jörgensmann Eckard Koltermann Pagine Gialle (2002)
- Theo Jörgensmann Quartet Hybrid Identity: Christopher Dell, Christian Ramond, Klaus Kugel (2001)
- Theo Jörgensmann Quartet Snijbloemen (1999)
- Theo Jörgensmann Albrecht Maurer European Echoes: Barre Phillips, Bobo Stenson, Kent Carter, Denis Colin, Benoît Delbecq (1998)
- Theo Jörgensmann Quartet ta eko mo (1998)
- Theo Jörgensmann So I Play solo (1996)
- German Clarinet Duo Hommage à Jimmy Giuffre (1994)
- Hans-Günther Wauer Theo Jörgensmann Günter "Baby" Sommer Merseburger Begegnung (1994)
- Theo Jörgensmann John Fischer Swiss Radio Days Volume Three (1994)
- Karoly Binder featuring Theo Jörgensmann Live at Music Academy Budapest (1993)
- Theo Jörgensmann Eckard Koltermann Perry Robinson Materialized Perception (1992)
- Hans-Günther Wauer Theo Jörgensmann Introitus (1990)
- German Clarinet Duo Schwarzlicht (1988)
- Theo Jörgensmann Zeitverdichtung solo (1987)
- CL 4 Alte und neue Wege: Lajos Dudas, Eckard Koltermann, Dieter Kühr, Gerald Doecke (1986)
- Theo Jörgensmann Laterna Magica Solo (1983)
- Theo Jörgensmann Quartet Song of BoWaGe (1988)
- Theo Jörgensmann Quartet Straight out (1987)
- Theo Jörgensmann Quartet et Perry Robinson in time (1976)

### En tant que sideman

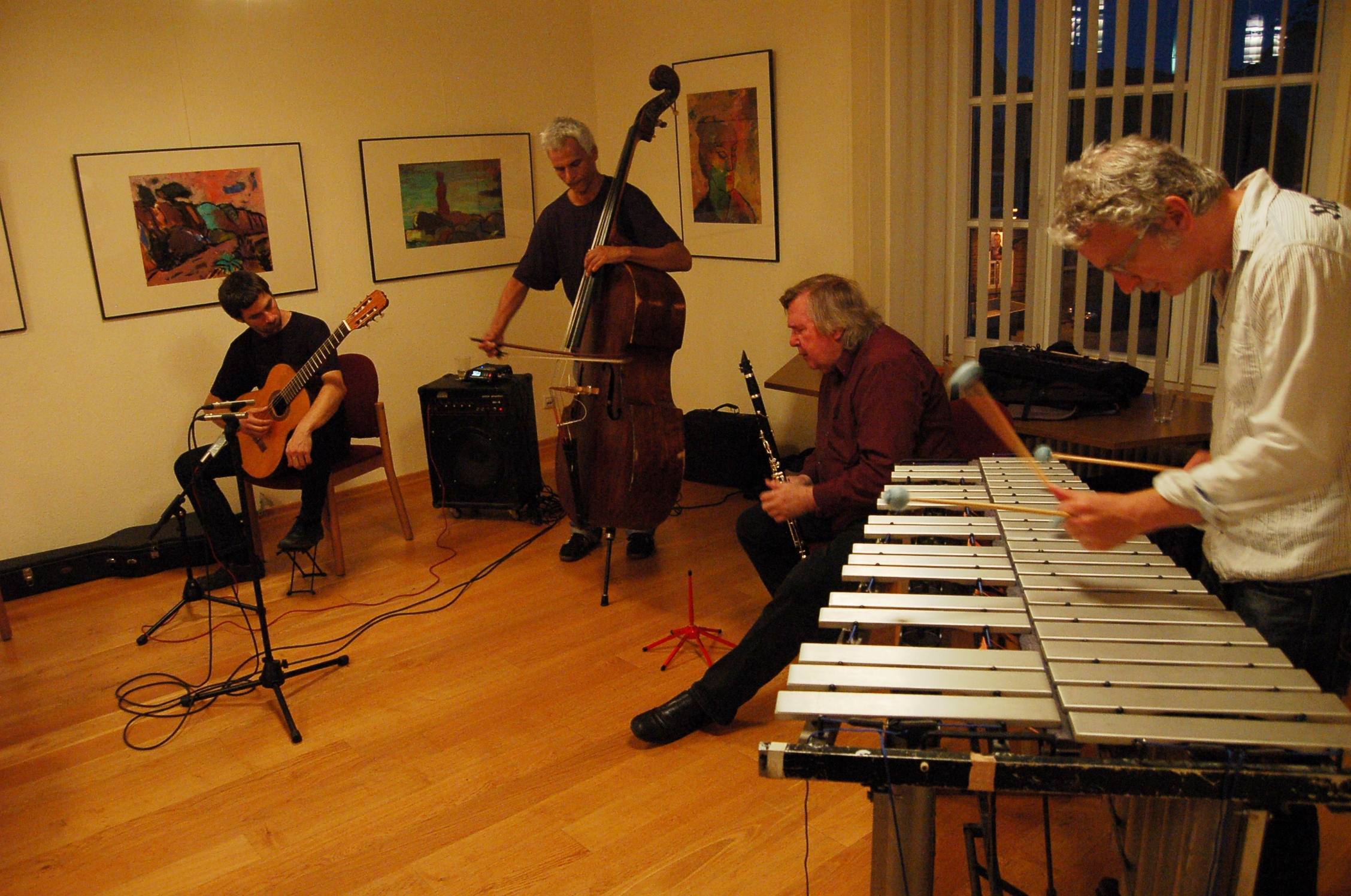
Theo Jörgensmann Freedom Trio avec Christopher Dell; 2011

- Contemporary Quartet Polish Jazz At Porgy & Bess, Live in Vienna : Mîrcea Tîberîan, Marcin Oleś, Bartłomiej Oleś (2005)
- Ig Henneman Tentet Indigo : Han Buhrs, Tristan Honsinger, Lynn-Lorre Trytten, Lori Freedman, Wilbert de Joode, Steve Arqûelles (1998)
- Willem van Manen Contraband Live at Bim Huis Amsterdam (1988)
- Franz Koglmann Pipetet Schlaf Schlemmer, Schlaf Margritte (1985)
- Andrea Centazzo Mitteleuropa Orchestra Doctor Faustus: Enrico Rava, Gianluigi Trovesi, Carlo Actis Dato, Albert Mangelsdorff, Carlos Zingaro, Franco Feruglio (1984)
- Grubenklangorchester Bergmannsleben (1982)
- Clarinet Summit You better fly away: John Carter, Perry Robinson, Gianluigi Trovesi, Didier Lockwood, J.F. Jenny-Clarke, Aldo Romano, Günter "Baby" Sommer (1980)

## Compositions sélectives
- Hommage à Béla Bartôk musique de chambre: violon, violoncelle, clarinette et  clarinette basse.
- Room in New York théâtre de danse
- Der Monolog musique de film: pièces pour clarinette

## Film documentaire
- Wagner Bilder Film et Videoinstallation avec Bochumer Symphoniker, Christoph Schlingensief; Réalisateur Christoph Hübner (2001/2002)
- Theo Jörgensmann Bottrop Klarinette Film documentaire; Réalisateur Christoph Hübner  (1987)

## Récompenses et distinctions
- Kunstförderpreis de la ville d’Aix-la-Chapelle (1980).
- Kulturpreis de la ville de Bottrop (1991).